# Пјер Бурдје
Пјер Бурдје (фр. Pierre Bourdieu; Данген, 1. август 1930 — Париз, 23. јануар 2002) био је француски социолог, антрополог  и филозоф. Развио је у пољу социолошке теорије које је назвао теорија праксе. Кључни термини ове теорије су хабитус, капитал и поље. Бурдје је настојао да своје теоријске идеје повеже са емпиријским истраживањима свакодневног живота и да на тај начин објасни односе моћи у друштву. Његов теоријски допринос припада дисциплини социологија културе.

## Живот и каријера
Пјер Бурдје је рођен у Дангену (Данген - Атлантски Пиринеји) у јужној Француској 1. августа 1930. Оженио се 1962. године са Мари-Клер Бризар. Имали су три сина: Жерома, Емануела и Лорана.
Бурдје се школовао у гимназији у Поу пре него што је прешао у Луј ле Гранд гимназију у Паризу. Одатле је добио проходност до Високе школе у Паризу . Након тога је годину дана радио као професор у гимназији Муленс пре него што је ступио у војну служби 1955. Његови биографи су писали да је одбио да похађа школу резервних официра са својим колегама из Високе школе, већ да је желео да остане са народом из скромног друштвеног миљеа из кога је потицао. Учествовао је у рату у Алжиру, октобра 1955.
После једногодишње војне службе, Бурдје остаје да ради у Алжиру као наставник. За време Алжирског рата за независност 1958-1962, Бурдје је спровео истраживање које је представљало основу за даљу изградњу његове репутације као антрополога. Резултат је била његова прва књига „Социологија Алжира“, која је доживела тренутни успех у Француској, а 1962. је објављена и у САД.
Бурдје је 1968. преузео Европски центар за социологију који је водио до смрти. Био је одликован медаљом националног центра за научна истраживања 1993. године. Универзитет Беркли му је 1996. доделио Гофманову награду, док је 2001. добио Хаксли медаљу Краљевског антрополошког института. Бурдје је у 71. години живота преминуо од канцера.

## Утицај
Бурдјеов рад био је под утицајем традиционалне антропологије и социологије које је покушао да синтетише у својој теорији. Од Макса Вебера је задржао значај доминације и симболичких система у друштвеном животу, као и идеју друштвених поредака, које ће на крају Бурдје трансформисати из социологије религије у теорију поља.
Од Маркса је стекао разумевање друштва као скупа друштвених односа и потребе да се дијалектички развију друштвене теорије из друштвене праксе.
Од Емила Диркема је наследио одређено структуралистичко тумачење тенденције друштвених наука да се репродукују, на основу анализе симболичких структура и облика класификације.
Бурдје је такође био под утицајем Витгенштајна. Наводио је да је Витгенштајн филозоф који му је вероватно највише помогао у тешким тренуцима. Говорио је да је он нека врста спасиоца кроз стваралачку кризу.
Бурдјеов рад био је изграђен на покушају да се превазиђе низ супротности за које је мислио да карактеришу друштвене науке (субјективизам/објективизам, микро/макро, слобода/детеринизам) његовог времена. Његови концепти поља, капитала и области били су осмишљени ради превазилажења таквих супротности.

## Рад
Бурдје је рутински настојао да повеже своје теоријске идеје са емпиријским истраживањима. Његов рад се може посматрати као социологија културе или, како га је он описивао, "Теорија праксе". Његови доприноси социологији били су доказни и теоријски.
Он је проширио идеју капитала категоријама као што су друштвени капитал, културни капитал, финансијски капитал и симболички капитал. За Бурдјеа сваки појединац заузима положај у мултидимензионалном друштвеном простору; он или она нису дефинисали само према чланству у некој друштвеној класи, већ према свакој врсти капитала коју он или она могу да прикупе кроз друштвене односе. Капитал обухвата вредност друштвених мрежа, а Бурдје је показао да се они могу користити за производњу или репродукцију неједнакости.
На крају крајева свака релативно аутономна област, као што је економија, политика, новинарство, бирократија, наука и образовање, рађа специфичан комплекс друштвених односа у којима ће учесници бити ангажовани у свакодневној пракси. Кроз ову праксу они ће развити одређен распоред за друштвену акцију која је условљена њиховим положајем на терену.

## Врсте капитала
Бурдје је познат по уобличавању термина као што су културни, социјални и симболички капитал. По њему, друштвени простор је мултидимензионалан, тако да сваки појединац заузима одређену позицију у друштву на основу врсте и обима капитала који може да употреби. Из ове перспективе, друштвени положај појединца не одређује само материјална ситуација (економски капитал), већ и образовање (културни капитал), друштвене мреже (социјални капитал) и друштвени углед (симболички капитал).

## Значајнија дела преведена на српски
- Бурдије, Пјер Нацрт за једну теорију праксе: три студије о кабилској етнологији. 1999., Београд: Завод за уџбенике и наставна средства
- Бурдије, Пјер Сигнална светла: прилози за отпор неолибералној инвазији. 1999., Београд: Завод за уџбенике и наставна средства
- Бурдије, Пјер Нарцисово огледало: расправа о телевизијском новинарству. 2000., Београд:

## Изабране публикације
- Algeria 1960: The Disenchantment of the World: The Sense of Honour: The Kabyle House or the World Reversed: Essays, Cambridge University Press 1979.
- Les héritiers: les étudiants et la culture (1964), Eng. The Inheritors: French Students and Their Relations to Culture, University of Chicago Press 1979.
- Esquisse d'une théorie de la pratique, précédé de trois études d'ethnologie kabyle, (1972), Eng. Outline of a Theory of Practice. Cambridge University Press. 1977..
- Homo Academicus, (French Edition) Les Éditions de Minuit, Paris, 1984. (English Edition) Polity, 1990.
- Reproduction in Education, Society and Culture (Theory, Culture and Society Series), Sage, 1990, with Jean-Claude Passeron (in French: La Reproduction. Éléments pour une théorie du système d'enseignement, Les Éditions de Minuit, 1970).
- with Luc Boltanski & P. Maldidier, Bourdieu, Pierre; Boltanski, Luc; Maldidier, Pascale (1971). „La défense du corps”. Social Science Information. 10 (4): 45—86. doi:10.1177/053901847101000403., in. .
- with Luc Boltanski, „Le titre et le poste: rapports entre système de production et système de reproduction”. Actes de la recherche en sciences sociales. 1 (2): 95—107. 1975. doi:10.3406/arss.1975.2459., in .
- with Luc Boltanski, Bourdieu, Pierre; Boltanski, Luc (1975). „Le fétichisme de la langue”. Actes de la recherche en sciences sociales. 1 (4): 2—32. doi:10.3406/arss.1975.3417., in .
- with Luc Boltanski, „La production de l'idéologie dominante”. Actes de la recherche en sciences sociales. 2 (2–3): 4—73. 1976., in. .
- Forms of Capital (1986) [1983]
- Distinction: A Social Critique of the Judgment of Taste, Richard Nice, 1984. ISBN 9780674212770. Harvard University Press.
- Choses dites, 1987 Eng. In Other Words: Essays toward a Reflective Sociology, Stanford, 1990.
- “The Corporatism of the Universal: The Role of Intellectuals in the Modern World”, Telos 81 (Fall 1989). New York: Telos Press
- Bourdieu, Pierre (1991). Language and Symbolic Power. Harvard University Press. ISBN 9780674510418. 1991.
- The Political Ontology of Martin Heidegger. Polity, 1991.
- The Love of Art: European Art Museums and Their Public. Stanford, CA: Stanford University Press, 1991.
- Language & Symbolic Power. Harvard University Press. 1991.; paperback edition, Polity, 1992.
- with Loïc Wacquant, An Invitation to Reflexive Sociology. University of Chicago Press / Polity, 1992.
- with Hans Haacke, Free Exchange. Stanford, CA: Stanford University Press. 1995..
- with Luc Boltanski and Robert Castel, Photography: A Middle-Brow Art. Stanford, CA: Stanford University Press. 1996. ISBN 9780804726894..
- Les règles de l'art, 1992; Eng. Rules of Art: Genesis and Structure of the Literary Field. Stanford, CA: Stanford University Press. 1996. ISBN 978-0-8047-2627-6..
- with Monique De Saint Martin, Jean-Claude Passeron, Academic Discourse: Linguistic Misunderstanding and Professorial Power. Polity, 1996.
- Practical Reason: On the Theory of Action. Stanford, CA: Stanford University Press. 1998..
- State Nobility: Elite Schools in the Field of Power. Stanford, CA: Stanford University Press. 1998. ISBN 978-0-8047-3346-5..
- Weight of the World: Social Suffering in Contemporary Society. Polity, 1999.
- On Television. The New Press, 1999.
- Acts of Resistance: Against the Tyranny of the Market. The New Press. 1999..
- Pascalian Meditations. Stanford, CA: Stanford University Press. 2000.. / Polity, 2000.
- La domination masculine, 1998; Eng. Masculine Domination. Stanford, CA: Stanford University Press. 2001..
- Interventions politiques (1960–2000). Textes & contextes d’un mode d’intervention politique spécifique, 2002.
- Contre-Feux, 1998; Eng. Counterfire: Against the Tyranny of the Market. Verso Books, 2003.
- Science de la science et réflexivité, 2002; Eng. Science of Science and Reflexivity. Polity, 2004.
- The Social Structures of the Economy. Polity, 2005.